# Обряди та звичаї білорусів
Обряди та звичаї білорусів — історично складені групові звички білорусів, тісно пов'язані з обрядами та традиціями.

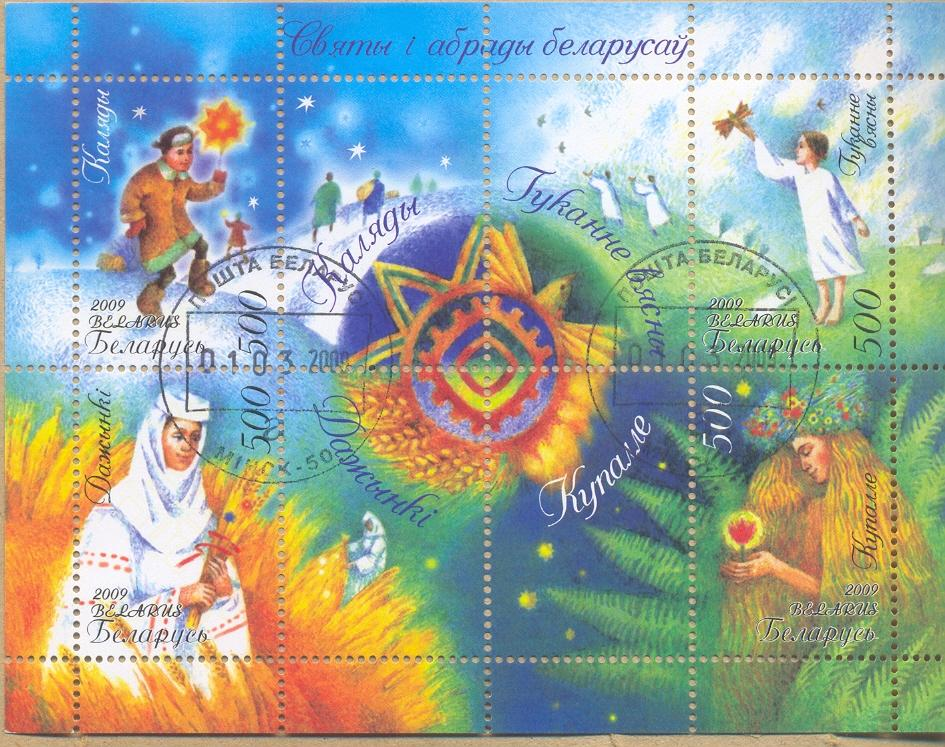
Поштовий блок «Обряди та звичаї білорусів»

### Календарні обряди та звичаї білорусів

#### Коляда
Комплекс обрядів ще дохристиянського походження (вони пов'язані з часом зимового сонцестояння. Пізніше був приурочений до часу від Різдва Христового до Водохреща. Існувала заборона на більшість робіт у цей час (плетіння, шиття, виття мотузок, не можна було рубати дров та молотити). Особливо суворо цих заборон дотримувалися до Нового року (Василя). Готували кутю. На стіл стелили чисту скатертину, під яку клали сіно. Після свята це сіно віддавали коровам чи вівцям. Але етнографом Т. І. Кухарьонок у с. Дакудава Лідського району зафіксувала інше ставлення до цього сіна — воно вважалося нечистим, худобі його не давали, «щоб зуби не повипадали», а кидали на підстилку свиням. Як і в Україні, сідали за вечерю з першою зорею, закликавши перед тим предків (для них пекли млинці або дві спеціальні булки — «близнюк»). Після вечері страви залишали «дідам» (предкам), а у с. Нязбодзичі Світлоцького р-ну Коляді, що мала вночі пройти. Особливістю білоруського колядування є те, що католики вітають православних і навпаки, не зважаючи на різницю у закінченні посту. У перший день колядували чоловіки, іноді — змішані гуртки. Ходили з зіркою, рідше — з козою, часом — переодягалися вовком чи ведмедем (вивертали кожух навиворіт), робили «лелеку».

#### Новий рік (Василя)
У цей вечір у білорусів прийнято ходити в гості й засилати сватів. Колядникам у цю ніч дозволялось знімати ворота, затикати димарі, замикати двері тощо. Часто збирали на купу плуги, сани, вози різних господарів, які потім їх вранці шукали.
Також у цей день дівчата гадали на майбутню долю.

#### Масляна
Вечори на тижні Масляної вважалися святими. Вони були вільним від будь-якої праці, тоді починалися танці. Їздили на конях (вважалося, що це сприяє росту збіжжя) та спускалися на санчатах.
У багатьох регіонах білорусі Масляна вважалась жіночим святом.

#### Великдень
Ще за тиждень, на Вербну неділю, освячували гілки верби, яких наділяли магічною силою. На Великдень фарбували яйця, святили різну їжу (іноді стільки, що вистачало на тиждень). На другий день Великодня ходили в гості, священик освячував будинки. У Вовковському районі хлоці обливали дівчат водою. У деяких регіонах білорусі ходять гурти молодих хлопців, що співають спеціальні величальні великодні пісні, не минаючи жодної хати. Іноді це триває увесь великодній тиждень.

#### Трійця (Семуха, Зелені свята)
Прикрашали хати й сади зеленню. У Щучинському районі згадують старожили звичай пускання вінків на воду дівчатами й ворожіння на шлюб. Широко було розповсюджено звичай прикрашати корів вінками. За цей вінок пастух мав заплатити «семушне».

#### Юрія
Перший раз виганяли пастися худобу. Перед першим вигоном під поріг підкладали свячену вербу, замок та яйця. Свячену вербу потім втикали у хліві, а яйця несли до церкви. У Лідському та Дзятлівському районах практикували спільні трапези (дівчата приносили закуску, хлопці — горілку), які називалися «Запаски». Обов'язково готували обрядову страву — яєшню. Також був цикл землеробських обрядів. Ще до сходу сонця господарі обходили своє поле з озиминою. Брали з собою хліб, сіль та кості з окосту, який на Великдень святили. Ці кості закопували на полі, щоб бур'ян не ріс. Увечер на поле йшла молодь, водили хороводи навколо збіжжя, співала, хлопці обливали дівчат водою. У Лідському районі жінки обходили подвір'я з спеціальними обрядовими піснями, обов'язково заходячи до молодиць, що перший рік одружені.

#### Купала
Напередодні збирали трави, які потім освячували. Розкладали вогнище, навколо якого гуляли цілу ніч. Стрибали через вогонь, шукали квітку папороті. В ніч після Купала був звичай зустрічати Сонце, яке за повір'ям, тоді «грає». Вранці після Купала у багатьох районах Білорусі милися водою, що стояла на вулиці під час Купала, хлопці дівчат обливали з колодязя (щоб посухи не було).

### Весільні обряди
Спочатку посилали до дівчини свата. Звичайно це чоловік, що добре знає парубка й може його добре похвалити. Ніколи не кажуть прямо про мету візиту. Якщо батьки дівчини дають згоду допомагати сватам, то ставлять на стіл те, що принесли з собою: горілку та закуску. Якщо домовляються про весілля, то батьки можуть послати до жениха свої людей, щоб дізналися про його статки. Готувалися до весілля окремо й у перший день окремо збиралися гості. Лише після того, як у церкві їх вінчали, вони сідали на коня й їхали до жениха. На шиях коней були дзвіночки, іноді подружжя зупиняли й жених мав відкупитися. У жениха продовжували гуляти весілля, тут уже збиралися всі гості. На другий день жених приходив до батьків нареченої з пляшкою горілки, обв'язаною стрічкою й запрошував на весілля. У кінці весілля музика грав кожному присутньому марш, а його обдаровували грошами, хто стільки міг.

### Пологова обрядовість
При наближенні пологів жінка турбувалася, щоб про це знало якнайменше людей. Особливо турбувалися, щоб під час пологів до хати не увійшла дівчина. Якщо так сталося, вона повинна була розплести косу, набрати в рота води й дати породіллі напитися зі свого рота. Інакше, за повір'ям, пологи проходитимуть дуже складно. Кликали бабу-повитуху, по яку йшов чоловік або одружена жінка. Їй давали шматок хліба, так само хліб вона брала з собою. Народжене дитя повитуха завжди брала старою одежиною, щоб воно було багате. Пуповину перев'язували пасмом льону чи сировою ниткою. Хлопчику пуповину перерізали на сокирі, ножі, дубовій корі чи шматку хліба, дівчинці — на гребні, веретені, нитках чи ножицях. Пуповину ховали в спеціальну дірку в стіні хати, а коли дитині виповнювалося сім років — вузлик з пуповиною розв'язували. «щоб розв'язати розум». Обрядом було також перше купання дитини. Обличчям дитину клали на захід чи північ й підкладали у купіль предмети. Існувала ціла система вірувань по долю дитини, залежно від дня її народження: у понеділок — народжується недотепа, вівторок — працьовита людина, середа — непевна доля, четвер — буде щастити, але швидко помре, п'ятниця — лайдак та злодій, субота — щасливий, неділя — найщасливіші люди, яких чекає слава та успіх. Повитуха при купанні давала ім'я дитині. В день церковного хрещення відбувалися хрестини, куди ніхто не приходив без запрошення. До них готували «бабину кашу» — її готувала повитуха чи хрещена. Для страви купували новий горщик, який потім розбивали. Після народження дитини всі жінки, окрім вагітних, мали її відвідати.

### Поминальні обряди
Найбільші поминки у білорусів — у суботу перед Дмитровим днем. Вірили, що в цей час душі повертаються на землю. Добре прибирали оселю, щоб «діди» бачили, як господарі дбають про оселю.
На могили йшли всією родиною. Згадували померлих родичів, ледь не перед кожною могилою, жінки голосили, впавши лицем на могилу, зверталися до «дідів» як до живих. Після повернення додому починалася поминальна вечеря. Вона охоплювала ледь не всю національну кухню. Крім обов'язкових поминальних, готували також страви, які дуже любили небіжчики. Часто починали цю вечерю з куті. Починалася вона коли починало темніти й тривала довго. Говорили: «Трэба і паплакаць, і пашкадаваць пакойнічкаў, то яны нас не забудуць». З столу не прибирали, лише прикривали скатертиною.